# Јошикацу Кавагучи
Јошикацу Кавагучи (јап. 川口 能活; Фуџи, 15. август 1975) бивши је јапански фудбалер који је играо на позицији голмана. Био је капитен репрезентације Јапана.
Каријеру је почео наступајући за Јокохама Ф. Маринос. Након тога је играо за енглески Портсмут и дански Нордшеланд, али без већих успеха, па се вратио у Јапан где је и завршио каријеру играјући за Џубило Ивату, Гифу и Сагамихару.
За фудбалску репрезентацију Јапана одиграо је 116 утакмица, наступао је и за селекцију до 23 године за коју је одиграо 10 утакмица. Један је од само двојице јапанских играча који су били позива на четири узастопна Светска првенства у фудбалу. Кавагучи је са репрезентацијом Јапана наступао на првенствима 1998, 2002, 2006. и 2010. године.

## Статистика
| Јапан  | Јапан    | Јапан  |
| Година | Утакмице | Голови |
| ------ | -------- | ------ |
| 1997   | 21       | 0      |
| 1998   | 9        | 0      |
| 1999   | 3        | 0      |
| 2000   | 8        | 0      |
| 2001   | 9        | 0      |
| 2002   | 2        | 0      |
| 2003   | 2        | 0      |
| 2004   | 11       | 0      |
| 2005   | 14       | 0      |
| 2006   | 19       | 0      |
| 2007   | 12       | 0      |
| 2008   | 6        | 0      |
| Укупно | 116      | 0      |